# 邵敬祖
邵敬祖，元朝宛丘（今河南省淮阳县）人。
父亲去世时，邵敬祖结庐守墓。母亲再去世，颍河决口，不能下葬，停灵在城西。邵敬祖露宿在旁边，风雨不离。友人可怜他，为他搭了一个草舍为了遮护，前后结庐居住六年，两腿都得了风湿病。至治三年，旌表其家。